# Jan Brod
Jan Brod (* 19. Mai 1912 in Neutitschein, Kuhländchen, Mähren; † 10. Februar 1985 in Celle) war ein tschechischer Arzt, und Nephrologe an der Prager Karls-Universität sowie der Medizinischen Hochschule Hannover tätig. Er ging zweimal ins Exil.

## Leben und Werk
Er stammte aus einer jüdischen Kaufmanns-Familie. Am 27. Februar 1937 schloss er sein Studium an der Ersten Medizinischen Fakultät der Karls-Universität mit ausgezeichneten Noten ab und trat sofort als unbezahlter Freiwilliger in die Dienste von Kristian Hynek (1879–1960), dem Leiter der Ersten Klinik für Innere Medizin der Medizinischen Fakultät der Karlsuniversität, wo er promovierte. Bald darauf absolvierte er ein Praktikum in Wien bei Hans Eppinger (1879–1946) und veröffentlichte 1938 zusammen mit Hans Popper (1903–1988) dort eine Arbeit mit dem Titel „Die physiologischen Schwankungen der Nierenarbeit“. Kurz vor dem Krieg emigrierte er, trat der Britischen Armee als Militärarzt bei und diente in Nordafrika und Italien. Nach dem Krieg war er in London Praktikant bei dem Internisten G. W. Pickering, der für seine Forschungen über Renin berühmt war, und dann für ein Jahr als Stipendiat der Rockefeller-Stiftung bei dem Physiologen Homer Smith (1895–1962) an der Universität New York.
1947 kehrte er an die Erste Klinik für Innere Medizin in Prag zurück und habilitierte sich 1949 für Pathologie und Therapie der Inneren Medizin. 1951 trat er in das Institut für Krankheiten des Blutkreislaufs ein und leitete dieses Institut bis 1968. Während dieser Zeit entwickelte er ein starkes wissenschaftliches und soziales Engagement. Wegen seines internationalen Rufes leitete er im Jahr 1963 den 2. Weltkongress für Nephrologie in Prag. Sein besonderes Interesse galt der Nieren- und Herzphysiologie im Zusammenhang mit Bluthochdruck. Er war einer der Pioniere des physiologischen Verständnisses des Bluthochdrucks und zahlreicher Herz- und Nierenerkrankungen.
Im Juni 1968 gehörte er mit Otto Wichterle, Miroslav Holub, Otakar Poupa, Ludvík Vaculík u. a. zu den Initiatoren des Manifest der 2000 Worte, dessen begeisterte Aufnahme durch die Bevölkerung den Anlass zum Einmarsch der Truppen des Warschauer Paktes in die Tschechoslowakei gab. Um einer Verhaftung als Konterrevolutionär zu entgehen, emigrierte er nach Deutschland, wo er sich in Ramlingen-Ehlershausen ansiedelte. 1969 wurde er Leiter der nephrologischen Abteilung des Medizinischen Hochschule Hannover (MHH), wo sein weiteres Leben von Forschung, Lehre und Behandlung seiner Patienten geprägt war. Er organisierte acht internationale Symposien und etablierte ein Studenten-Austauschprogramm zwischen der MHH und verschiedenen britischen Krankenhäusern.
Als Jan Brod am 10. Februar 1985 im Alter von 73 Jahren plötzlich in Celle bei Hannover starb, ließ seine Frau die Urne mit seiner Asche auf dem Friedhof von Royal Leamington Spa (Großbritannien) zwischen den Gräbern der im Zweiten Weltkrieg gefallenen Angehörigen der Tschechoslowakischen Auslandsarmee beisetzen. Der Verstorbene hatte 1941 in eben dieser Stadt mit einer tschechoslowakischen Militäreinheit gedient und unter anderem die Verwundeten nach den deutschen Luftangriffen auf Coventry behandelt.

## Ehrungen
- Tschechische Nephrologen gründeten 1993 die Jan-Brod-Stiftung, die die Expertenkonferenz Brodovy Dny organisierte.[2]
- Die Medizinische Hochschule Hannover verlieh von 1994 bis 2013 den Jan Brod Award for Excellent Works in Nephrology.[3]

## Werke (Auswahl)
- Werkverzeichnis von Jan Brod im Sammelkatalog Tschechiens
- Chronische Pyelonephritis Berlin 1957
- Die Nieren-Physiologie. Berlin 1964 (auch in Englisch und Tschechisch)
- Nephrologie Stuttgart 1985 (2. Aufl.)